# Phrynobatrachus jimzimkusi
Espèce
Phrynobatrachus jimzimkusi est une espèce d'amphibiens de la famille des Phrynobatrachidae.

## Répartition
Cette espèce est endémique de l'Ouest du Cameroun.

## Étymologie
Cette espèce est nommée en l'honneur de James "Jim" Zimkus, le mari de Breda M. Zimkus.

## Publication originale
- Zimkus & Gvoždík, 2013 : Sky Islands of the Cameroon Volcanic Line: a diversification hot spot for puddle frogs (Phrynobatrachidae: Phrynobatrachus). Zoologica Scripta, vol. 42, p. 591-611.